# Бернард (сын Карла III Толстого)
Берна́рд (Бернард Швабский; нем. Bernhard; 870-е — 891 или 892) — родившийся вне брака единственный ребёнок императора Карла III Толстого из династии Каролингов.

## Биография
Основные исторические источники о Бернарде — франкские анналы: в первую очередь, «Фульдские анналы», «Аламаннские анналы», «Лоббские анналы» и хроника Регино Прюмского.
Бернард родился в 870-х годах (возможно, в 876 году). Его отцом был Карл III Толстый из династии Каролингов. Однако Бернард родился не в браке того с Рихардой Швабской, а от связи с его неизвестной ни по имени, ни по происхождению конкубиной. По утверждению Регино Прюмского, мать Бернарда была простолюдинкой. Таким образом, он был внебрачным ребёнком Карла III Толстого: на момент рождения Бернарда — правителя Швабии, а с 882 года — императора.
После смерти в 882—884 годах сразу нескольких Каролингов, среди оставшихся представителей династии остро встал вопрос не только о преемственности, но и о сохранении рода вообще. Не имея рождённых в браке с Рихардой Швабской детей, Карл III Толстый попытался легитимизировать Бернарда с целью сделать его законным наследником престола Франкской империи. В 885 году император объявил о намерении назначить внебрачного сына своим преемником, но встретился с сопротивлением этому влиятельных прелатов. Вероятно, во главе противников Бернарда стоял Лиутберт Майнцский, что нашло отражение в негативной оценке императора в созданном под контролем архиепископа «Майнцском продолжении „Фульдских анналов“». Не сумев самостоятельно справиться с оппозицией духовенства, в конце лета или начале осени Карл III Толстый заручился поддержкой папы римского Адриана III, обещавшего императору сместить враждебно настроенных к Бернарду священнослужителей. Однако наместник Святого Престола 15 сентября умер сразу же после переправы через реку По, когда ехал на запланированную в октябре государственную ассамблею Франкской империи. Поскольку для участия в этом собрании были приглашены «епископы и графы Галлии», предполагается, что Карл III Толстый намеревался сделать Бернарда королём Лотарингии. Считавший Бернарда законным наследником престола Ноткер Заика в «Деяниях Карла Великого» писал: «Я не расскажу вам [Карлу Толстому] об этом [разграблении викингами Прюмского аббатства], пока не увижу вашего маленького сына Бернарда с подпоясанным на поясе мечом». Возможно, с ожидавшейся вскоре коронацией Бернарда Ноткер Заика связывал начало военных действий против норманнов.
Позднее, вероятно, окончательно потеряв надежду на рождение детей в браке с Рихардой Швабской, Карл III Толстый ещё раз попытался узаконить Бернарда. В императорских документах стал употребляться термин «потомство» (лат. proles), что связывают с началом новой процедуры легитимизации Бернарда. Возможно, на встрече в начале 886 года с новым папой римским Стефаном V (VI) император, в том числе, вёл переговоры и о признании Бернарда своим наследником. Однако когда наместник Святого Престола отменил назначенную на 30 апреля 887 года встречу с Карлом III Толстым в Вайблингене, император отказался от планов в отношении своего внебрачного сына. В том же году император встретился с вдовой умершего 11 января того же года короля Нижней Бургундии Бозона Вьеннского Ирменгардой, обещал её несовершеннолетнему сыну Людовику III покровительство и, по некоторым данным, в мае в Кирхене даже усыновил того. Предполагается, что одним из условий усыновления правителя Нижней Бургундии могло быть предоставление Бернарду власти над Лотарингией.
После смерти Карла III Толстого в 888 году Бернард, возможно, унаследовал часть швабских владений своего отца. Хотя он был внебрачным ребёнком, уже вскоре здешние магнаты из числа преданных сторонников умершего императора провозгласили его законным наследником престола Восточно-Франкского королевства. В результате не позднее лета 890 года Бернард восстал против нового правителя восточных франков Арнульфа Каринтийского. Предполагается, что поводом для мятежа стало осуществлённое королём узаконивание своих внебрачных сыновей Цвентибольда и Ратольда. На государственной ассамблее в Форхайме в 889 году Арнульф Каринтийский получил согласие восточно-франкской знати на назначение второго из них своим преемником. Однако согласие было оговорено условием, что это будет осуществлено, если у короля не будет сыновей в недавно заключённом им браке с Одой Франконской. Мятеж Бернарда охватил Швабию и окрестности Боденского озера. В 890 году восстание не позволило Арнульфу Каринтийскому отправиться в Италию на встречу с папой римским Стефаном V (VI). Хотя глава мятежа получил поддержку от графа Линцгау и Аргенгау Ульриха и аббата Санкт-Галлена Бернарда, в анналах сообщается, что тогда «Бернард, сын Карла, едва избежал плена». В труде историка XIV века П. Гобелина утверждалось, что после ряда поражений Бернард в сентябре укрылся у Гвидо Сполетского, соперника Арнульфа Каринтийского в борьбе за Итальянское королевство. Однако уже в том же году Бернард возвратился в Швабию. Летом 891 года сюда для перераспределения владений мятежников прибыл Арнульф Каринтийский, который конфисковал у графа Ульриха бо́льшую часть владений и лишил Бернарда Санкт-Галленского сана аббата. Не позднее зимы 891/892 годов возглавляемое епископом Соломоном III Констанцским и аббатом Гаттоном Райхенауским войско одержало новую победу над восставшими. Поражение сторонников вынудило Бернарда отправиться из Швабии в Рецию. Он и здесь нашёл приверженцев (одним из них, предположительно, стал епископ Кура Диотольф), но вскоре при неизвестных обстоятельствах был убит здешним герцогом Рудольфом. Вероятно, лишившись надежд подчинить Швабию, Бернард попытался захватить власть в другом владении своего отца, Реции, но погиб в борьбе с её тогдашним правителем. Предполагается, что сын Карла III Толстого мог быть убит Рудольфом по просьбе Арнульфа Каринтийского. После этого мятежи в Швабии окончательно прекратились. Согласно композиции франкских анналов, гибель Бернарда, скорее всего, должна датироваться 891 годом, но, возможно, его убийство могло произойти и в 892 году.

## Комментарии
1. ↑  Утверждение некоторых историков о том, что в браке Карла III Толстого и Рихарды родился умерший младенцем сын Карломан, ошибочно. Возможно, в средневековых источниках Карл III Толстый был спутан с королём Западно-Франкского государства Карлом II Лысым, у которого, действительно, был сын Карломан[5][7].